# Patrick Favre (biathlon)
Pour les articles homonymes, voir Patrick Favre et Favre.
Patrick Favre, né le 30 juillet 1972 à Aoste, est un biathlète italien, dont la carrière se déroule dans les années 1990.

## Biographie
Originaire de Bionaz, il démarre en Coupe du monde en 1992 à Pokljuka, et il obtient sa première victoire (et premier podium) à Ruhpolding en 1994. En 1995, il termine deuxième du classement général de la Coupe du monde derrière le Norvégien Jon Åge Tyldum et devant l'Italien Wilfried Pallhuber.
Il participe aux Jeux olympiques de 1994, terminant 22e de l'individuel et sixième du relais, et ceux de 1998 où il termine 54e de l'individuel et neuvième avec le relais.
Il participe pour la première fois aux championnats mondiaux en 1995. En 1997, Favre termine quatrième du sprint et obtient la médaille de bronze avec le relais italien. Il obtient son unique médaille individuelle en 1999 à Kontiolahti avec l'argent sur le sprint remporté par l'Allemand Frank Luck.
Il interrompt sa carrière en 2001, et revient effectuer une dernière saison en 2003-2004, où il dispute quelques épreuves de Coupe du monde et participe aux championnats du monde 2004 à Oberhof. Il se lance ensuite dans une carrière d'entraineur.
En 2018, il quitte son poste d'entraineur de l'équipe féminine d'Italie et devient entraîneur de tir de l'équipe de France masculine, succédant à Franck Badiou. Il quitte ce poste à l'issue de la saison 2022-2023, et devient entraîneur de tir de l'équipe de France féminine.

## Palmarès

### Jeux olympiques d'hiver
| Édition \ Épreuve   | Individuel | Sprint | Relais |
| ------------------- | ---------- | ------ | ------ |
| JO 1994 Lillehammer | 22e        | —      | 6e     |
| JO 1998 Nagano      | 54e        | —      | 9e     |

Légende :
- — : pas de participation à l'épreuve

### Championnats du monde
| Mondiaux \ Épreuve       | individuel | Sprint                   | Poursuite                        | Départ en masse                  | Relais                    | Course par équipes               |
| 1995 Antholz Anterselva  | 78e        | 5e                       | Épreuve inexistante à cette date | Épreuve inexistante à cette date | 4e                        | —                                |
| 1996 Ruhpolding          | 17e        | 26e                      | Épreuve inexistante à cette date | Épreuve inexistante à cette date | 10e                       | —                                |
| 1997 Osrblie             | 15e        | 4e                       | 5e                               | Épreuve inexistante à cette date | Médaille de bronze, monde | —                                |
| 1998 Pokljuka Hochfilzen | JO Nagano  | JO Nagano                | —                                | Épreuve inexistante à cette date | JO Nagano                 | 6e                               |
| 1999 Kontiolahti Oslo    | 22e        | Médaille d'argent, monde | 8e                               | 19e                              | 8e                        | Épreuve inexistante à cette date |
| 2000 Oslo                | 47e        | 34e                      | 21e                              | —                                | —                         | Épreuve inexistante à cette date |
| 2001 Pokljuka            | 13e        | 29e                      | 31e                              | 6e                               | 10e                       | Épreuve inexistante à cette date |
| 2004 Oberhof             | —          | 44e                      | 46e                              | —                                | 15e                       | Épreuve inexistante à cette date |

Légende :

 : deuxième place, médaille d'argent

 : troisième place, médaille de bronze

 : épreuve inexistante ou absente du programme

— : pas de participation à cette épreuve

### Coupe du monde
- Meilleur classement général : 2e en 1995.
- 5 podiums individuels : 2 victoires, 2 deuxièmes places et 1 troisième place.
- 12 podiums en relais : 1 victoire, 5 deuxièmes places et 6 troisièmes places.

#### Détail des victoires individuelles
| Saison / Épreuve | Sprint     | Poursuite | Individuel | Mass start | Total |
| 1993-1994        | Ruhpolding |           |            |            | 1     |
| 1994-1995        |            |           | Pokljuka   |            | 1     |
| Total            | 1          | 0         | 1          | 0          | 2     |

### Statistiques
| Position             | Individuel | Sprint | Poursuite | Départ en masse | Relais |
| -------------------- | ---------- | ------ | --------- | --------------- | ------ |
| 1re place            | 1          | 1      | 0         | 0               | 0      |
| 2e place             | 1          | 1      | 0         | 0               | 2      |
| 3e place             | 0          | 1      | 0         | 0               | 3      |
| Dans les 10 premiers | 10         | 12     | 3         | 1               | 25     |
| Dans les points      | 18         | 28     | 13        | 5               | 27     |
| Courses disputées    | 41         | 67     | 29        | 5               | 27     |

Note : Les épreuves des Jeux olympiques et des championnats de monde sont comptabilisées par l'Union internationale de biathlon (International Biathlon Union ou IBU) comme des épreuves de Coupe du monde.